# 約瑟夫·席達
約瑟夫·席達（希伯來語：‎；1968年8月31日—）是以色列電影導演。

## 生平
約瑟夫·席達出生在美國紐約市的猶太家庭，6歲時舉家移民到以色列。他畢業自耶路撒冷希伯來大學哲學與劇場史，而後又前往美國紐約大學主修電影。席達是一個猶太教正統派教徒。
2007年，他以第三部劇情長片《前線風暴》於第57屆柏林影展獲得最佳導演銀熊獎，並代表以色列獲得奧斯卡最佳外語片獎提名。2011年，他以《親情據點》進入第64屆坎城影展正式競賽單元，並獲得最佳劇本獎，並再度入圍奧斯卡最佳外語片獎。

## 電影作品
- 2000:《恩寵之時（英语：Time of Favor）》(ההסדר)
- 2004:《篝火晚會（英语：Campfire (film)）》(מדורת השבט)
- 2007:《前線風暴（英语：Beaufort (film)）》(בופור)
- 2011:《親情據點（英语：Footnote (film)）》(הערת שוליים‎)
- 2016:《諾曼（英语：Norman: The Moderate Rise and Tragic Fall of a New York Fixer）》(נורמן: עלייתו המתונה ונפילתו התלולה של מאכער אמריקאי‎)

## 外部連結
- 約瑟夫·席達在互联网电影资料库（IMDb）上的資料（英文）